# Tłumaczenie (przekład)

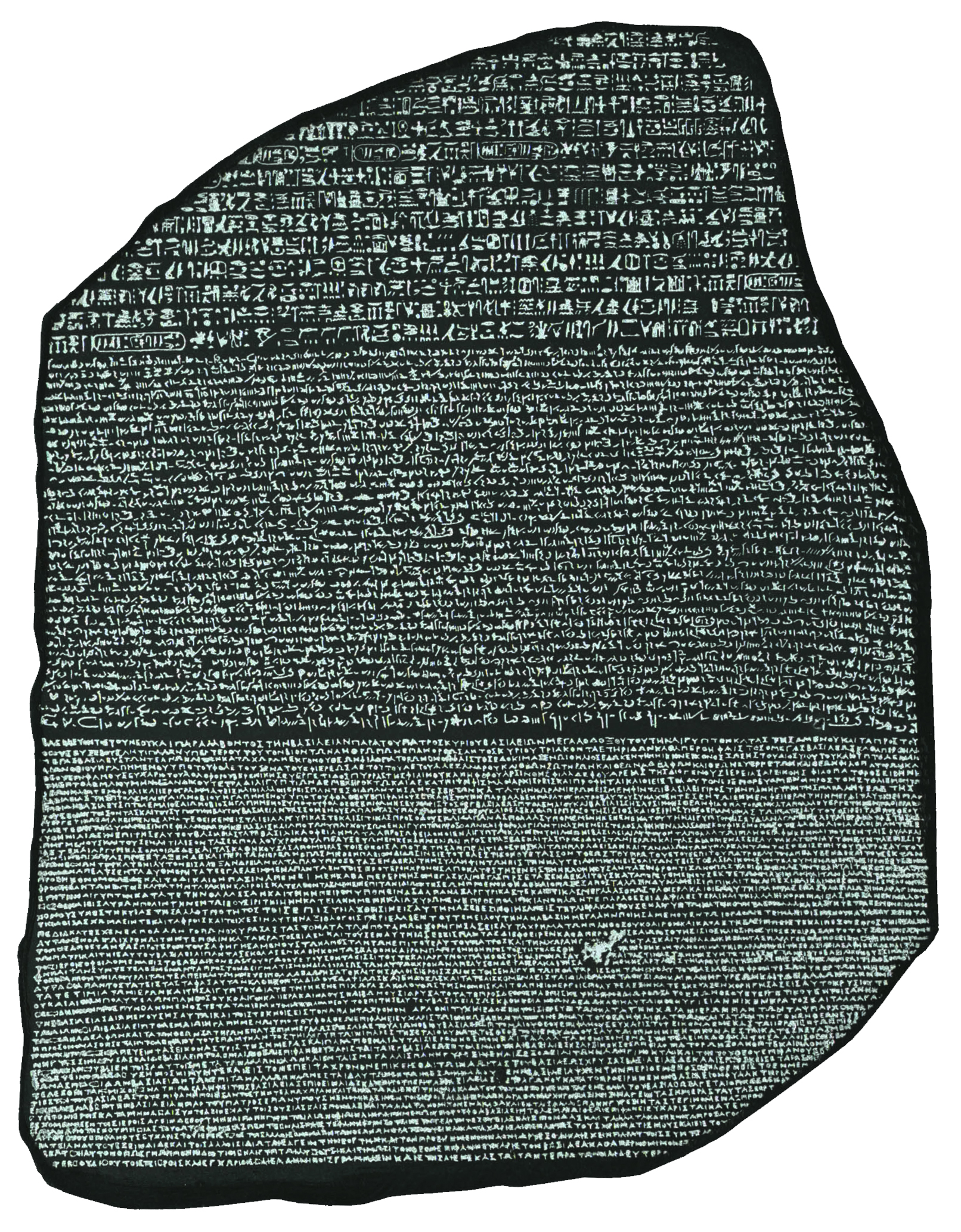
Dwujęzyczny tekst. Kamień z Rosetty, pisany trzema alfabetami, którego odkrycie przyczyniło się do odszyfrowania hieroglifów egipskich

Tłumaczenie, inaczej przekład – wyrażenie w języku docelowym treści tekstu (w tym również wypowiedzi ustnej) stworzonego w języku źródłowym. Pod słowem „tłumaczenie” można rozumieć zarówno proces przekładu, jak i wynik tego procesu, czyli przetłumaczony na inny język tekst. W drugim znaczeniu tłumaczenie jest rozumiane jako wtórne wobec tekstu oryginalnego.
W języku polskim słowo „przekład” ma stosunkowo wąski zakres znaczeniowy i używa się go zwykle, mówiąc o sztuce przekładu lub artystycznym przekładzie tekstów literackich, np. dramatów Szekspira czy Biblii, natomiast słowo „tłumaczenie” jest bardziej ogólne i może dotyczyć zarówno tłumaczenia ustnego, jak i pisemnego wszelkiego rodzaju tekstów, zarówno literackich, specjalistycznych, jak i użytkowych.

## Etymologia i pojęcie
Etymologicznie termin „przekład” oznacza „przeniesienie”. Łacińskie słowo translatio pochodzi od imiesłowu czasu przeszłego translatus czasownika transfero, transferre, transtuli, translatum (trans oznacza „na drugą stronę”, „z drugiej strony (czegoś)”, „(po)za (coś, czymś)”, „(po)przez (coś)”, a cząstkę ferre można oddać jako „przenosić”, „przewodzić”, „przekładać”). Współczesne języki romańskie, germańskie i słowiańskie na ogół utworzyły swe własne odpowiedniki tego terminu według łacińskiego wzoru, tzn. od transferre lub wyrazu pokrewnego traducere – „przeprowadzać”, „przenosić”. I tak w języku polskim często używany jest rzeczownik „przekład” i czasownik „przekładać”. Z kolei polskie słowo „tłumaczenie”, również używane w sensie przekładu, zostało zaczerpnięte z języka tureckiego.
Ponadto greckie określenie metaphrasis („przekład”) zostało zapożyczone przez polszczyznę w postaci „metafraza” i przybrało znaczenie „dosłowny przekład z jednego języka na inny, dokonany w celu dokładnego oddania treści, bez uwzględniania walorów artystycznych”. Przeciwieństwem tego słowa jest słowo „parafraza” pochodzące od greckiego paraphrasis i oznaczające „wyrażenie czegoś innymi słowami”.

## Różne rodzaje tłumaczenia
Rozróżnia się dwa rodzaje tłumaczeń: tłumaczenia pisemne polegające na tłumaczeniu tekstu pisanego oraz tłumaczenia ustne polegające na tłumaczeniu myśli wyrażonych ustnie, lub jak w przypadku języka migowego, za pomocą gestów.

### Tłumaczenie pisemne
Tłumaczenie pisemne to interpretacja znaczenia tekstu napisanego w języku źródłowym i stworzenie odpowiednika przekazującego to samo znaczenie w języku docelowym.
Podczas tłumaczenia pisemnego należy wziąć pod uwagę m.in. kontekst kulturowy, różnice systemowe obu języków, różne alfabety i systemy zapisu, idiomy itp. W rezultacie, jak zostało to uznane przynajmniej już w czasach tłumacza Marcina Lutra, najłatwiej tłumaczy się „na język, który zna się najlepiej”, choć sama znajomość języka nie jest wystarczającą kompetencją do tłumaczenia.
Tłumaczenie tekstów napisanych w języku naturalnym jest czynnością tradycyjnie wykonywaną przez człowieka, jednak obecnie podejmowane są próby zautomatyzowania tego procesu przez tłumaczenie maszynowe lub usprawnienia go przy pomocy narzędzi komputerowych (tłumaczenie wspomagane komputerowo – CAT z ang. computer-assisted translation).

### Tłumaczeniea vista
Tłumaczenie a vista jest formą pośrednią między tłumaczeniem pisemnym a ustnym. Tłumacz czyta tekst w jednym języku i na bieżąco (czyli właśnie a vista) tworzy jego tłumaczenie ustne. Najczęściej ten rodzaj tłumaczenia wykonywany jest przez tłumaczy przysięgłych w kancelarii notarialnej lub na sali sądowej, gdy należy poinformować zainteresowaną stronę o treści prezentowanego w nieznanym jej języku dokumentu.

### Tłumaczenie ustne

#### Tłumaczenie symultaniczne
Tłumaczenie ustne na bieżąco, bez wcześniej przygotowanego tekstu, nazywa się tłumaczeniem symultanicznym (równoległym, jednoczesnym) – takie tłumaczenie uważa się za najtrudniejsze. Wymaga dużej znajomości zarówno odmiany języka używanego w danej sytuacji (zob. socjolekt), jak i orientacji w temacie oraz kontekście wypowiedzi.
Tłumaczenie symultaniczne, które jest rodzajem tłumaczenia ustnego wykonywanego na żywo, charakteryzującego się tym, że osoba, której wypowiedź jest tłumaczona, nie przerywa, aby umożliwić tłumaczowi zabranie głosu. Tłumaczenie symultaniczne wykonywane jest równolegle, jednocześnie. Tego rodzaju tłumaczenia stosuje się najczęściej na dużych spotkaniach, gdzie tłumacze znajdują się w dźwiękoszczelnych kabinach, słuchając przez słuchawki wypowiedzi mówcy i jednocześnie (z niewielkim opóźnieniem) tłumacząc ją do mikrofonu. Uczestnicy, którzy nie znają języka, którym posługuje się mówca, mają nałożone słuchawki lektorskie, w których słyszą tłumaczenie.

#### Tłumaczenie konsekutywne
W tłumaczeniu konsekutywnym tłumacz notuje przemówienie specjalnym systemem zapisu (którego nie należy mylić ze stenotypią), a następnie za pomocą notatek odtwarza w języku docelowym słowa mówcy. Kiedyś tłumaczenie konsekutywne było jedynym rodzajem przekładu ustnego – obecnie staje się coraz rzadsze, głównie ze względu na rozwój techniki, pozwalający na upowszechnienie tłumaczenia symultanicznego (kabinowego). Tłumaczenie konsekutywne jest również rozwiązaniem mało praktycznym, jeśli ma miejsce na spotkaniu wielojęzykowym, ponieważ upływa dużo czasu, zanim każdy tłumacz odtworzy tekst oryginalny w swoim języku docelowym.
Profesjonalni tłumacze konsekutywni są w stanie wiernie przełożyć przemówienia trwające od 10 do 20 minut. Tłumaczenie nie powinno trwać dłużej niż oryginał i nie krócej niż 75% czasu trwania oryginału. Wierne odtworzenie tak długich wystąpień jest w dużej mierze uzależnione od predyspozycji (dobra pamięć) i umiejętności (technika zapisu) tłumacza ustnego, a także od konstrukcji tekstu źródłowego.
System notacji konsekutywnej nie jest skodyfikowany, każdy tłumacz wykorzystuje symbole, które wydają mu się najbardziej czytelne. Chodzi o to, aby w ułamku sekundy przypomnieć sobie myśl zanotowaną kilka minut wcześniej.
W tłumaczeniu konsekutywnym tłumacz skupia się na przesłaniu mówcy, a nie na formie, chociaż nazwy własne i liczby muszą zostać wiernie oddane. Konsekutywność tłumaczenia pozwala na uporządkowanie myśli, struktury wypowiedzi i przesłania, na co nie zawsze jest czas w tłumaczeniu symultanicznym.
Obecnie tłumaczenie konsekutywne jest wykorzystywane głównie na spotkaniach wysokiego szczebla lub przy poufnych rozmowach, ponieważ w tłumaczeniu konsekutywnym korzysta się z usług jednego tłumacza (podczas gdy przy tłumaczeniu symultanicznym potrzeba ich dwóch lub więcej).
W Europie Środkowo-Wschodniej często myli się tłumaczenie konsekutywne z tłumaczeniem szeptanym (kiedy tłumacz na bieżąco szepcze do ucha słuchacza w języku docelowym) i z tłumaczeniem de liaison (tłumaczeniem „zdanie po zdaniu”).
Tłumaczenie symultaniczne i tłumaczenie konsekutywne określa się niekiedy zbiorczą nazwą tłumaczenia konferencyjnego, choć należy pamiętać, że tłumacz ustny nie tłumaczy jedynie podczas konferencji, ale także w wielu innych sytuacjach.

### Tłumaczenie maszynowe
Tłumaczenia maszynowe (niekiedy określane mianem tłumaczenia automatycznego lub komputerowego) to teksty przetłumaczone w wyniku automatycznego procesu przekładu, w którym program komputerowy analizuje tekst źródłowy i tłumaczy go na tekst docelowy bez udziału człowieka. Procesu tego nie należy jednak mylić z tłumaczeniem wykonywanym przez człowieka przy użyciu komputera, gdy specjalistyczne oprogramowanie wspiera jedynie i przyśpiesza proces wykonywania przekładu. Mimo ciągłego postępu w tej dziedzinie, obecnie tłumaczenia maszynowe nie prezentują jeszcze zadowalającej jakości, natomiast oprogramowanie wspierające tłumaczenie jest coraz powszechniej stosowane.
Tłumaczenia komputerowe zostały udostępnione szerszemu kręgowi użytkowników poprzez Internet na portalach takich jak AltaVista, Google czy Babylon. Programy te przygotowują tłumaczenia, które moją pomóc w zrozumieniu ogólnej treści tekstu oryginalnego, lecz nie są w pełni użyteczne ze względu na swą słabą jakość.
W przypadku tekstów standardowych takich jak prognoza pogody, gdzie używa się ograniczonej liczby słów i prostych zdań, tłumaczenie maszynowe spełnia swoje zadanie. Tłumaczenie maszynowe osiąga o wiele wyższą jakość w przypadku korzystania z języka kontrolowanego.
Inżynier i futurysta Raymond Kurzweil przepowiedział, że do 2012 tłumaczenia komputerowe będą na tyle prężne, iż zdominują dziedzinę, jaką jest tłumaczenie. Podobną prognozę przedstawił magazyn MIT Technology Review w 2004, podając listę uniwersalnych tłumaczeń pisemnych i ustnych, które będą dostępne w przeciągu dekady. Takie założenia jednak pojawiły się już w latach 50., gdy podejmowano pierwsze poważne próby tłumaczenia automatycznego.
Tłumaczenie maszynowe nie może być akceptowane bezkrytycznie, gdyż język jest ściśle powiązany z kontekstem, a ten może być zrozumiany tylko przez człowieka, choć nie należy zapominać, że tłumaczenia wykonywane przez ludzi także mogą zawierać poważne błędy.

## Proces tłumaczenia

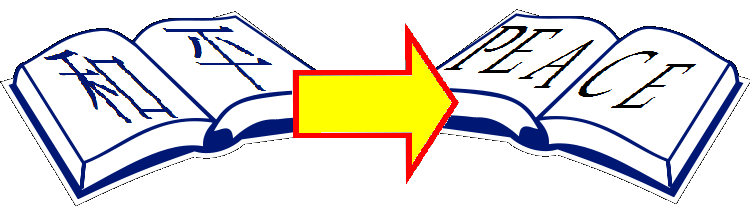
Proces tłumaczenia

Proces tłumaczenia, niezależnie od tego, czy jest to tłumaczenie ustne czy pisemne, może być opisany jako:
1. Dekodowanie znaczenia tekstu źródłowego
2. Kodowanie tego znaczenia w tekście docelowym.

Aby zdekodować znaczenie tekstu, tłumacz musi najpierw zidentyfikować poszczególne jego komponenty – „elementy tłumaczenia”, czyli fragmenty tekstu traktowane jako elementy poznawcze. Elementem tłumaczenia może być słowo, zwrot bądź jedno lub więcej zdań. Za tą pozornie prostą procedurą kryje się skomplikowana operacja poznawcza. Tłumacz, aby zdekodować pełne znaczenie testu źródłowego, musi świadomie i metodycznie zinterpretować i przeanalizować wszystkie jego cechy. Proces ten wymaga bardzo dobrej znajomości języka źródłowego, jego gramatyki, semantyki, składni, idiomów i tym podobnych, a także kultury ludzi, którzy się tym językiem posługują.
Tłumacz musi także posiadać dogłębną wiedzę na temat języka docelowego, by poprawnie zakodować w nim wiadomość z języka źródłowego. Wiedza na temat języka docelowego jest bardzo istotna i powinna być nawet szersza niż ta dotycząca języka źródłowego (tłumacz nie może podeprzeć się kontekstem), dlatego większość tłumaczy dokonuje przekładu na swój język rodzimy.
Co więcej, istotna jest także wiedza merytoryczna dotycząca przedmiotu tłumaczenia.

### Norma PN-EN 15038
Wymogi świadczenia usług tłumaczeniowych są określone w normie jakościowej PN-EN 15038. Norma ta wyznacza i ujednolica standardy procedur dotyczących wykonywania i weryfikacji tłumaczeń, rekrutacji i kompetencji tłumaczy, relacji z klientem, usług dodatkowych etc. Polska wersja europejskiej normy EN 15038:2006 została opracowana przez Polski Komitet Normalizacyjny we współpracy z Polskim Stowarzyszeniem Biur Tłumaczeń i opublikowana 9 października 2006 r.

### Norma PN-EN 15038:2006
Norma PN-EN 15038 to polska wersja Normy Europejskiej EN 15038:2006, która została przyjęta przez Europejski Komitet Normalizacyjny 13 kwietnia 2006. Norma ta określa wymagania dotyczących świadczenia wysokiej jakości usług przez dostawców usług tłumaczeniowych.
Do wprowadzenia tej Normy Europejskiej zostały zobowiązane krajowe jednostki normalizacyjne następujących państw: Austria, Belgia, Cypr, Czechy, Dania, Estonia, Finlandia, Francja, Grecja, Hiszpania, Holandia, Irlandia, Islandia, Litwa, Luksemburg, Łotwa, Malta, Niemcy, Norwegia, Polska, Portugalia, Rumunia, Słowacja, Słowenia, Szwajcaria, Szwecja, Węgry, Włochy, Wielka Brytania. Polska wersja europejskiej normy została opublikowana 9 października 2006 r.
Norma PN-EN 15038 określa kryteria świadczenia wysokiej jakości usług przez dostawców usług tłumaczeniowych i pokrewnych. Dotyczy to nie tylko samego procesu tłumaczenia, lecz także wszystkich innych aspektów tej usługi, takich jak zapewnienie wysokiej jakości poprzez weryfikację przez innego tłumacza (tzw. zasada drugiej pary oczu), redakcja, standaryzacja i automatyzacja procesów zarządzania bazami terminologicznymi i TM, systemy IT i narzędzia CAT, archiwizacja danych i zarządzanie projektami.
Firma tłumaczeniowa zainteresowana otrzymaniem certyfikatu PN:EN 15038 musi poddać się audytowi certyfikacyjnemu, sprawdzającemu zgodność wszelkich procesów w firmie z wymaganiami normy (m.in. wykonywanie i weryfikacja tłumaczeń, rekrutacja i kompetencje tłumaczy oraz relacje z klientem).
W 2015 roku norma została wycofana. Zastąpiła ją norma PN-EN ISO 17100:2015-06 (na stronach Polskiego Komitetu Normalizacyjnego do nabycia jest jej wersja angielska).

## Błędne przekonania
Prawdopodobnie najbardziej rozpowszechnionym błędnym przekonaniem dotyczącym tłumaczenia jest to, że istnieje proste tłumaczenie dosłowne pomiędzy dwoma dowolnymi językami, a zatem tłumaczenie jest procesem łatwym i mechanicznym. Wprost przeciwnie, tłumaczenie jest zawsze pełne zarówno niepewności, jak i nieumyślnego mieszania idiomów i sposobów użycia obu języków. W konsekwencji produkowane są hybrydy językowe, np. mieszanka angielsko-francuska, angielsko-hiszpańska czy angielsko-polska, często określane jako „trzeci język”.
Wielu początkujących tłumaczy mylnie uważa, że ich zajęcie należy do grona nauk ścisłych oraz błędnie zakłada, że istnieją ściśle określone korelacje pomiędzy poszczególnymi wyrazami i zwrotami w różnych językach, a tym samym, że istnieją pewne niezmienne formy tłumaczenia nadające się do powielania podobnie jak w kryptografii. Zakładają oni, że jedyne, co należy robić, aby przetłumaczyć tekst, to kodować i dekodować pomiędzy dwoma językami, używając słownika jako przewodnika.
Jednakże taki niezmienny związek istniałby jedynie, gdyby nowy język łączył się w całości i nieustannie synchronizował z innym istniejącym językiem w taki sposób, że każdy wyraz już na zawsze miałby ten sam zakres znaczeń, zachowując przy tym przyjęte za pewnik korzenie etymologiczne i leksykalne „nisze ekologiczne”.
Jeśli nowy język miałby kiedykolwiek żyć własnym życiem, z dala od takiego kryptograficznego użycia, to każdy wyraz w sposób naturalny zacząłby przybierać nowe znaczenia, podczas gdy inne zacierałyby się, stawiając tym samym pod znakiem zapytania taką syntetyczną synchronizację.
Od wieków trwają dyskusje, czy tłumaczenie jest w swej istocie sztuką, nauką, czy rzemiosłem. Tłumacze dosłowni, tacy jak Gregory Rabassa (autor „If This Be Treason”) utrzymują, że tłumaczenie jest sztuką, ale taką, której można się nauczyć. Inni tłumacze, głównie ci, którzy zajmują się przekładem technicznym, biznesowym lub prawnym, postrzegają swój zawód jako rzemiosło – takie, które nie tylko może być wyuczone, ale również takie, które jest przedmiotem analizy językowej i które czerpie z wiedzy akademickiej.
Większość tłumaczy zgodzi się, że to, w jaki sposób podchodzimy do tej profesji, zależy od rodzaju tłumaczonego tekstu. Prosty dokument, np. instrukcja obsługi często może być przetłumaczona szybko, za pomocą technik znanych zaawansowanym studentom języków obcych. Inaczej jest z artykułem prasowym, przemową polityczną lub książką, które mogą skupiać się na prawie każdym temacie. W takim przypadku wymagane są nie tylko zdolności językowe oraz techniki wyszukiwania, ale również spora znajomość tematyki, wrażliwość kulturowa i biegłe opanowanie sztuki dobrego pisania. To właśnie tłumaczenie było najlepszym warsztatem dla wielu uznanych pisarzy.

## Ocena sukcesu
Jako że celem tłumaczenia jest to, by zarówno tekst źródłowy, jak i jego przetłumaczona wersja zawierały ten sam przekaz, wówczas, biorąc pod uwagę ograniczenia tłumacza, dobre tłumaczenie może być oceniane przez dwa kryteria:
1. „Wierność”, określa, w jakim stopniu tekst tłumaczony jest wierny oryginałowi, bez dodawania czy odejmowania od niego czegokolwiek, zmniejszania lub wzmacniania znaczenia którejś z jego części.
2. „Autentyczność”, czyli w jakim stopniu tłumaczenie uważane jest za autentyczne przez osobę, w której ojczystym języku zostało ono napisane, oraz czy jest zgodne z zasadami gramatycznymi, składniowymi i idiomami tego języka.

Tłumaczenie spełniające pierwsze kryterium nazywa się „tłumaczeniem wiernym”, a tłumaczenie spełniające drugie kryterium „tłumaczeniem idiomatycznym”. Tłumaczenia te nie wykluczają się wzajemnie.
Kryteria oceniające autentyczność przekładu wydają się dokładniej sprecyzowane: tłumaczenie, które nie jest idiomatyczne „brzmi źle”, a w skrajnych sytuacjach, gdy tekst tłumaczony jest „słowo w słowo” za pomocą maszyny, ma ono już jedynie wartość humorystyczną (z angielskiego „round-trip translation”).
Niemniej jednak, w pewnych kontekstach tłumacz może świadomie starać się stworzyć tłumaczenie dosłowne. Tłumacze tekstów literackich, historycznych, jak i religijnych często pozostają wierni oryginałowi tak bardzo, jak to jest możliwe. „Rozciągają” granice języka docelowego tak, aby stworzyć tłumaczenie, które nie będzie tłumaczeniem idiomatycznym. Podobnie jest z tłumaczami zajmującymi się tekstami literackimi, którzy używają słów lub wyrażeń pochodzących z języka źródłowego, by nadać tłumaczeniu „lokalnego koloru”.
Pojęcia „autentyczności” i „wierności” pojmowane są inaczej przez pewne najnowsze teorie dotyczące tłumaczenia. W niektórych kręgach twierdzenie, że dopuszczalne są tłumaczenia tak twórcze i oryginalne jak tekst źródłowy staje się coraz bardziej popularne.
W ostatnich dekadach do najbardziej wybitnych zwolenników stylu tłumaczenia nieautentycznego zalicza się Antoine Bermana, francuskiego tłumacza („L’epreuve de l’etranger”, 1984). Zwolennikiem tłumaczeń nieautentycznych był także amerykański teoretyk Lawrence Venuti, który w tłumaczeniach propagował ideę „foreignization”, a nie „domestication” (Call to Action w The Translator’s Invisibility, 1994).
Wiele teorii dotyczących tłumaczenia nieautentycznego sięga do pojęć pochodzących z okresu niemieckiego romantyzmu, a w szczególności do pojęcia „Verfremdung”, „alienacji” wzgl. „egzotyzacji”, opisywanego przez niemieckiego teologa i filozofa Friedricha Schleiermachera. W swoim wykładzie „O różnych metodach tłumaczenia” (1813) wyróżnił on dwie metody. Pierwszą, która przybliża autora do czytelnika, można określić „naturalizacją” lub „udomowieniem”, ponieważ rolą tłumacza jest sporządzenie przekładu zasadniczo pozbawionego pierwiastka obcości. „Chcąc jak najlepiej ukazać naszym rodakom znaczenie jakiegoś obcego pisarza dla swego ojczystego języka, powinniśmy zaprezentować jego mowę tak, jak nam się wydaje, iż brzmiałaby w naszym rodzimym języku” – pisze Schleiermacher. Tłumaczenie takie „zaspokaja potrzebę ludu, w którym zdecydowana mniejszość może w zadowalającym stopniu opanować obce języki, większość natomiast potrafi docenić przyjemność kontaktu z obcymi dziełami.” Druga z wyróżnionych metod to taka, która przybliża „czytelnika do autora”, a zatem każe tłumaczowi zachować pierwiastek obcości w tekście docelowym, zmuszając odbiorcę do zainteresowania językiem, obszarem kulturowym itd. samego autora. Mamy tu więc do czynienia z „egzotyzacją” wzgl. „alienacją” przekładu, którego „koniecznym wymogiem [...] jest taka postawa językowa, która nie tylko nie byłaby zbyt swojska, ale także pozwalała się domyślić, iż język przekładu nie rozwinął się w całkowitej wolności, lecz nagięty został tak, by przypominać język obcy” – argumentuje Schleiermacher.
Pojęcia „autentyczności” i „wierności” pozostały mocno zakorzenione w tradycjach zachodnich, nie są natomiast tak rozpowszechnione w innych kulturach. Indyjska powieść „Ramayana” powstała w kilku wersjach, w różnych indyjskich językach i opowiadania w każdej z nich są inne. Na przykładzie tej powieści bardzo widoczna jest dowolność tłumaczenia. To podejście może odnosić się do tendencji zbytniej gloryfikacji tej części tekstu, która poświęcona jest głębokiej religijności lub potrzebie nauczania osób niewierzących.
Podobne przykłady można odnaleźć w średniowiecznej literaturze chrześcijańskiej, która dostosowywała tekst do odbiorców, ich obyczajów i wartości, jakie cenili w życiu.

## Ekwiwalencja
Rozróżnienie na ekwiwalencję formalną i funkcjonalną zostało zaproponowane przez tłumacza i teoretyka przekładu Eugene’a Nidę i pierwotnie odnosiło się do różnych strategii tłumaczenia Biblii, jednak kategorie te można zastosować do każdego typu tłumaczenia.
Ekwiwalencja dynamiczna (funkcjonalna) przekazuje główną myśl wyrażoną w tekście źródłowym. Jeśli jest to konieczne, cel ten osiągany jest kosztem dosłowności, oryginalności sememu, a także kolejności wyrazów w zdaniu, formy gramatycznej tekstu źródłowego itd.
Ekwiwalencja formalna (odwzorowana w tłumaczeniu dosłownym) stara się traktować tekst „dosłownie” lub „słowo w słowo” (ostatnie wyrażenie jest zresztą dosłownym tłumaczeniem łacińskiej frazy „verbum pro verbo”). Jeśli jest to konieczne, to ekwiwalencja ta jest osiągana kosztem naturalności języka docelowego.
Nie ma jednak wyraźnej granicy między ekwiwalencją formalną a dynamiczną. Wprost przeciwnie pozwalają one na podchodzenie do tłumaczenia na wiele sposobów. W zależności od potrzeby i kontekstu ten sam tłumacz może użyć każdego z rodzajów ekwiwalencji w różnych miejscach tego samego tekstu. Kompetentne tłumaczenie wymaga wyważonego łączenia ekwiwalencji formalnej i dynamicznej. Co więcej, w niektórych przypadkach tłumaczenie może być zarówno dynamicznie, jak i formalnie ekwiwalentne z tekstem oryginalnym.

## Problemy

### Ogólne
Tłumaczenie to z natury trudne zajęcie. Tłumacze mogą napotkać dodatkowe problemy, które sprawiają, że ten proces staje się jeszcze trudniejszy np.:

### Problemy z tekstem źródłowym
- Zmiany wprowadzane do tekstu podczas procesu tłumaczenia
- Teksty nieczytelne lub trudne do czytania
- Teksty źle wydrukowane bądź zawierające błędy ortograficzne
- Teksty niedokończone
- Teksty źle napisane (wieloznaczne lub niezrozumiałe)
- Brak odnośników w tekście (np. tłumacz musi przetłumaczyć podpisy do brakujących obrazków) bądź zupełny brak kontekstu (częste przy tłumaczeniu np. oprogramowania, gdzie do przetłumaczenia bywają pojedyncze słowa, elementy interfejsu lub wartości zmiennych tekstowych – bez objaśnień czego dotyczą)
- Tekst źródłowy zawiera tłumaczenie cytatu, który na początku był napisany w języku oryginalnym, albo transkrybowane (zamiast transliterowanych) nazwy własne (np. oryginalnie francuskie nazwiska w tekście źródłowym pisanym cyrylicą), a tekst oryginalny jest niedostępny, co sprawia, że tłumaczenie jest prawie niemożliwe
- Oczywiste nieścisłości w tekście źródłowym (np. anachronizmy takie jak „prehistoryczne ruiny buddyjskie”, podczas gdy buddyzm powstał w starożytności, a wiec czasach historycznych).

### Problemy językowe
- Dialekty i neologizmy
- Niewytłumaczone akronimy i skróty
- Nazwy własne ludzi, organizacji, miejsc itd. (często jest jednak tak, że istnieją już oficjalne tłumaczenia w języku docelowym, ale jeśli nie są zamieszczone w tekście źródłowym, mogą być trudne do znalezienia)
- Niezrozumiały żargon
- Nieznane idiomy
- Gwara
- Różnice stylistyczne takie jak zwroty istniejące w tekście źródłowym, których odpowiedników brakuje w tekście docelowym
- Różnice w zasadach interpunkcji pomiędzy dwoma językami
- Interferencja językowa, czyli nieświadome łączenie cech różnych języków, np. poprzez używanie w tłumaczeniu tzw. fałszywych przyjaciół, czyli wyrazów, które pomimo bardzo zbliżonej formy mają niekiedy bardzo odmienne znaczenie w języku źródłowym i docelowym. Klasycznym przykładem może być tu angielskie słowo „eventually” (w końcu, ostatecznie), często błędnie tłumaczone na polski jako „ewentualnie”.
- Błędy językowe (ortograficzne, gramatyczne) w tekście źródłowym – tłumacz musi rozstrzygnąć, czy są celowym zamiarem autora tekstu źródłowego (np. wypowiedzi niewykształconego bohatera powieści), czy też jego błędem, i w drugim przypadku tłumaczyć tekst, jakby ich nie popełniono, a w pierwszym starać się je oddać w języku docelowym.

### Inne
- Rymy, kalambury i tempo poetyckie
- Subtelne, ale ważne własności językowe jak eufonia lub dysharmonia
- Bardzo specyficzne odniesienia kulturowe
- Humor
- Słowa, które są zwykle używane w jednej kulturze, ale nie są znane przez kogoś niewykwalifikowanego w innej kulturze, np. w chińskim 芬多精 (fen1 duo1 jing1) oznacza „pyretrum” (naturalny środek owadobójczy) – wyraz ten zwykle wymaga dodatkowego wyjaśnienia
- Stosowanie terminologii fachowej (np. medycznej, technicznej)
- Problemy związane z nazwami wielkich liczb (np. 109 w języku angielskim to obecnie „billion”, a w polskim „miliard”, a z kolei 1012 to odpowiednio „trillion” i „bilion”; a ponadto historycznie w Wielkiej Brytanii stosowano „długą skalę”, jak w języku polskim), sposobem zapisu dat (zapis 11/1/1972 w USA oznacza „1 listopada 1972 r.”, a w Wielkiej Brytanii „11 stycznia 1972 r.”) etc.
- Nieznajomość kontekstu użycia danego słowa w tekście oryginalnym – np. w pierwszym opisie bitwy pod Somosierrą sporządzonym w języku francuskim zostało użyte słowo „défilé”, które oznacza „przejście”, ale może być także użyte w znaczeniu „wąwóz”, „parów” i „jar”; natomiast przy jego tłumaczeniu na język polski użyto słowa „wąwóz”, które błędnie opisuje ukształtowanie terenu (tłumacz nie widział terenu, ani jego obrazów, więc nie mógł zweryfikować użytego słowa).

### „Nieprzetłumaczalność”
Wraz z pojawiającymi się od czasu do czasu listami słów „nieprzetłumaczalnych” rodzą się dyskusje na temat, czy niektóre słowa rzeczywiście są nieprzetłumaczalne. Listy te często zawierają słowa takie jak „saudade”, portugalskie słowo, które stanowi przykład „nieprzetłumaczalnego”. Można je dość łatwo przetłumaczyć jako „rozdzierająca tęsknota”, jednak ma ono delikatne, pozytywne znaczenie, które trudno jest zawrzeć w jego podstawowym tłumaczeniu.
Niektóre słowa trudno jest przełożyć za pomocą tej samej kategorii gramatycznej, np. części mowy, mimo że ich znaczenie jest jak najbardziej przetłumaczalne. Na przykład niektóre języki mogą nie mieć rzeczownikowych odpowiedników na rosyjski rzeczownik почемучка (poczemuczka), choć jego znaczenie w języku polskim dobrze odzwierciedla przymiotnik „wścibski”.
Dziennikarze są oczywiście podekscytowani, kiedy lingwiści dokumentują niejasne słowa o lokalnym znaczeniu i uznają je za „nieprzetłumaczalne”. Jednak w rzeczywistości te zwroty specyficzne dla danej kultury należą do najłatwiej przetłumaczalnych, tłumaczenie ich jest nawet prostsze od tłumaczenia zwrotów uniwersalnych takich jak „matka”. Dzieje się tak dlatego, że zwykle tłumaczy się te słowa, po raz pierwszy używając tego samego słowa w innym języku lub zapożyczając je, jeśli jest to konieczne. Przykładowo, francuska nazwa potrawy „pâté de foie gras” rzadko tłumaczona byłaby na język polski jako „pasta z tłustej wątróbki” nawet, jeśli jest to dobry opis tego dania. Zamiast tego akceptowanym tłumaczeniem jest po prostu „pâté de foie gras” albo częściej „foie gras”.
W niektórych przypadkach wymagany jest tylko zapis. O ile na przykład japońskie słowo 山葵 zapisane znakami chińskimi (kanji) wymaga wieloletniej nauki i głębokiej znajomości ich czytania, to jego zapis fonetyczny przy pomocy znacznie prostszych sylabariuszy: hiragany わさび lub katakany ワサビ jest zwykłym odczytaniem po polsku jako „wasabi”. Krótki opis lub porównanie zachowujące podobną ideę jest również często uznawane za poprawne: わさび, może być także tłumaczone jako „japoński chrzan”.
Im bardziej niezrozumiały i specyficzny dla danej kultury jest zwrot, tym łatwiej go przetłumaczyć. Na przykład Euroa (nazwa nieistotnej osady w Australii) to po prostu Euroa w każdym języku na świecie, który posługuje się alfabetem łacińskim. Skoro o nazwach miejscowości mowa, to trzeba być świadomym tego, że np. Saragossa to Zaragoza lub Saragosse, w zależności od języka źródłowego, z kolei Monaco w języku włoskim może oznaczać Monaco, ale również Monachium.

### Wyrażenia potoczne
Wyrazy, które są naprawdę trudne do przetłumaczenia, to najczęściej krótkie potoczne słowa, których dokładne znaczenie zależy przeważnie od kontekstu. Przykładem może być angielski czasownik „to get”, który ma wiele różnych znaczeń i tworzy aż siedem kolumn w najnowszej wersji słownika Roberta Collinsa. Tak samo jest również z innymi angielskimi, pozornie prostymi wyrazami, takimi jak: „to go” (siedem kolumn), „to come” (cztery i pół kolumny) itd.
Kulturowe aspekty mogą komplikować tłumaczenie. Przykładowo, ludzie z Anglii, Francji czy Chin prawdopodobnie opisaliby lub naszkicowali „chleb” jako bread, du pain lub 面包 (jako ich kulturowo powszechnie używany chleb) – pojęcie lepiej wyrażone jest w ich języku niż wyrażone słowem pochodzącym z innego języka.
Różniące się poziomy dokładności – nieodłącznej części języka, są również istotne. Na przykład jeśli ktoś omawia położenie, które jest bliżej słuchacza niż mówcy znającego język hiszpański, powie „ahí”; jeśli natomiast jest to z dala od obydwu rozmówców, wówczas wypowiedziałby on „allí”; a jeśli wymagane są konotacje lub wskazówki jak na przykład „niedaleko stąd/stamtąd”, „za tamtym”, „po tej stronie”, najlepiej będzie wypowiedzieć „allá”. Odwrotnie jest w potocznym francuskim, trzy z tych różnych znaczeń wyrazu „tam”, jak i pojęcia „tu”, prawdopodobnie będą wyrażone „là”.
Język może zawierać zwroty, które nawiązują do pojęć, które nie istnieją w drugim języku. Przykładem są francuskie „tutoyer” i „vouvoyer”, które obydwa będą przetłumaczone na język angielski jako „to address as ‘you’” (zwracanie się per „ty”), jako że nieformalny zaimek drugiej osoby liczby pojedynczej jest archaizmem w języku angielskim. Jak dotąd to nazbyt uproszczone tłumaczenie całkowicie rujnuje przekład czasowników: „vouvoyer” oznacza zwracanie się do drugiej osoby przy pomocy oficjalnej formy „pan, pani”, podczas gdy „tutoyer” oznacza użycie nieformalnego zwrotu „ty”. Co więcej, kiedy w języku angielskim używano zaimka „thou”, „thou” jako czasownik mógł być tłumaczeniem dla „tutoyer”; dziś trudno jest wyprodukować zwięzłe tłumaczenie na język angielski, które oddaje sens zwrotów „ty”, „pan/pani” oraz różnicę pomiędzy nimi.
Jednakże druga osoba „ty” używana jest w pewnych rejonach Stanów Zjednoczonych. Nieprecyzyjna wymowa „y’all” jest oswojoną wersją zaimka „ty” i dokładnie oddaje sens drugiej osoby liczby mnogiej. W większości jest to używane w południowych i południowo-wschodnich stanach USA. W niektórych rejonach (takich jak Teksas i w pobliżu) „y’all” jest także często używane w drugiej osobie liczby pojedynczej.
Problem często leży w błędnym rozróżnieniu tłumaczenia i objaśnienia. Objaśnienie daje krótki (zazwyczaj jednowyrazowy) odpowiednik dla każdego terminu. Tłumaczenie z kolei dekoduje znaczenie i cel na poziomie tekstu (nie na poziomie wyrażenia czy zdania), a następnie rozkodowuje je w języku docelowym. Wyrażenia takie jak „saudade” i ‏שלימזל‎ są trudne do wyjaśnienia przez inne pojedyncze słowa, ale podając dwa lub więcej wyrazów, mogą one być przetłumaczone perfekcyjnie. Podobnie jest z francuskim słowem „tutoyer” i hiszpańskim „tutear”, których znaczenie w zależności od kontekstu może być przetłumaczone jako „być z kimś na ty”. Jednakże bardziej uzasadniona jest nieprzetłumaczalność wyrazu „chleb”. Nawet jeśli mówimy o chlebie francuskim, chińskim, bądź algierskim, zakładamy, że adresaci wiedzą, o co chodzi.

## Typy tłumaczeń według rodzaju tekstu
Rodzaje tłumaczeń ustnych omówiono w artykule Tłumaczenie ustne.
Choć generalne zasady tłumaczenia obowiązują niezależnie od rodzaju tłumaczenia, to można wyróżnić poszczególne typy tłumaczenia według dziedzin specjalizacji i tematyki tłumaczonych tekstów. Każda specjalizacja wiąże się ze specyficznymi wyzwaniami i trudnościami. Oto niepełna lista specjalistycznych typów tłumaczeń:

### Tłumaczenie tekstów religijnych
Tłumaczenie tekstów religijnych odegrało ważną rolę w historii świata, będąc ważnym kanałem komunikacji nowych idei i kontaktu między różnymi kulturami. Na przykład mnisi buddyjscy, którzy przetłumaczyli indyjskie sutry na chiński, często naginali tłumaczenia w celu lepszego dopasowania ich do jakże innej kultury Chin, podkreślając na przykład synowskie uczucia. Z kolei misjonarze chrześcijańscy często przyczyniali się do opracowywania alfabetów i kodyfikacji lokalnych języków, właśnie poprzez konieczność opracowywania zrozumiałych dla lokalnej ludności tekstów o tematyce religijnej (modlitewniki, mszały, Biblia).
Jedno z najwcześniejszych przedsięwzięć tłumaczeniowych w cywilizacji śródziemnomorskiej to przekład Biblii hebrajskiej na grekę w trzecim wieku przed naszą erą. Była to tzw. Septuaginta, tłumaczona przez 70 (w niektórych wersjach 72) tłumaczy, którzy zostali wysłani na wyspę Pafos w celu przetłumaczenia Biblii. Każdy z nich pracował w oddzielnej celi. Legenda głosi, że wszystkie 72 przykłady były identyczne. Septuaginta stała się źródłem dla późniejszych przekładów na wiele różnych języków, m.in. łacinę, język koptyjski, ormiański i gregoriański. Choć Septuaginta powstała w środowisku diaspory żydowskiej, która była w dużym stopniu zhellenizowana i nie znała dobrze hebrajskiego, to potem okazała się niezmiernie ważna jako greckojęzyczne Pismo Święte dostępne dla świeżo nawróconych na chrześcijaństwo pogan.
Święty Hieronim, patron tłumaczy, jest uważany za wybitnego (choć niedoskonałego) tłumacza starożytności. Pomimo swojej niedoskonałej znajomości języka hebrajskiego dokonał monumentalnej pracy przełożenia na łacinę całości Biblii. Jego przekład Biblii zwany Wulgatą, został ostatecznie przyjęty w Kościele zachodnim, chociaż w wielu punktach znacząco różnił się od wcześniej używanych wersji łacińskich (znanych pod ogólna nazwą Vetus latina). Wulgata została uznana na Soborze trydenckim za autentyczny tekst Pisma Świętego i jedyny dopuszczalny w liturgii i nauczaniu w Kościele katolickim. Jednak dekret ten budził od samego początku kontrowersje, ponieważ w XVI wieku liczne błędy Wulgaty były ogólnie znane od ponad 100 lat dzięki pracom krytycznym uczonych katolickich, takich jak Lorenzo Valla, Lefèvre d’Étaples czy Erazm z Rotterdamu.
Biblię przekładano na różne języki europejskie już w średniowieczu, jednak dopiero w okresie Reformacji Protestanckiej nastąpił prawdziwy rozkwit działalności translatorskiej. Nowe przekłady na języki krajowe dokonywane z języków oryginalnych, miały ogromny wpływ na opinię publiczną, rozwój oświaty oraz rozwój reformacji. Głód Biblii w tym okresie była tak wielki, że wielu ludzi pragnąc samodzielnie czytać Ewangelie, uczyło się czytania i pisania. W ten sposób żywa polemika religijna pomiędzy duchowieństwem katolickim a reformatorami, a przede wszystkim liczne przekłady Biblii na języki narodowe przyczyniły się do rozwoju szkolnictwa i podniesienia poziomu oświaty publicznej – zwłaszcza w krajach protestanckich. Wpływ dokonanych w XVI i XVII wieku przekładów Biblii na języki krajowe oraz kulturę i religię tych krajów był wielki i trwały. Dobrym przykładem jest tu niemiecka Biblia Lutra, angielska Biblia króla Jakuba.

### Tłumaczenie literackie
Tłumaczenie literackie to tłumaczenie utworów literackich (powieści, opowiadań, sztuk teatralnych, wierszy itp.).
Jeśli tłumaczenie tekstów nieliterackich jest uważane za umiejętność, to tłumaczenie beletrystyki i poezji można nazwać sztuką. W krajach wielojęzycznych, takich jak Kanada, tłumaczenie jest często traktowane jako literacka pasja rządząca się własnymi prawami. Postaci takie jak Sheila Fischman, Robert Dickson i Linda Gaboriau są wybitnymi tłumaczami literatury kanadyjskiej, a Governor General’s Awards są przyznawane co roku, dla najlepszych tłumaczeń literackich z języka angielskiego na język francuski i z języka francuskiego na język angielski.
Pisarze tacy jak Vladimir Nabokov, Jorge Luis Borges i Wasilij Żukowski zyskali sławę dzięki tłumaczeniom literackim.

#### Tłumaczenie poezji
Poezja jest często uznawana za najtrudniejszy do tłumaczenia typ tekstu ze względu na trudność w interpretowaniu zarówno formy, jak i treści w języku docelowym. W 1959 roku w artykule „On Linguistic Aspects of Translation” rosyjski lingwista i semiotyk Roman Jakobson posunął się nieco dalej i zadeklarował, że „poezja z definicji [była] nieprzetłumaczalna”. W 1974 roku amerykański poeta James Merrill napisał wiersz „Lost in Translation”, który po części zgłębił ten problem. Kwestia ta była również zbadana w książce „Le Ton beau de Marot” z 1997 roku, autorstwa Douglasa Hofstadtera. Dużo uwagi tłumaczeniu poezji poświęca też Stanisław Barańczak, m.in. w książce Ocalone w tłumaczeniu.

#### Tłumaczenie tekstów śpiewanych
Tłumaczenie tekstów śpiewanych jest blisko związane z tłumaczeniem poezji, jako że większość muzyki wokalnej, przynajmniej w tradycji zachodniej, jest zgodna z wierszem, w szczególności wierszem o regularnym rymie (pod koniec XIX wieku muzyczna oprawa prozy i wolnych wersów zaistniała także w niektórych sztukach muzycznych, mimo że muzyka popularna jest zazwyczaj zachowawcza, jeśli chodzi o układ strof bez względu na to, czy posiada refren, czy też nie). Dobrym przykładem tłumaczenia poezji przeznaczonej do śpiewania są hymny kościelne, takie jak niemieckie chorały przełożone na język angielski przez Catherine Winkworth.
Tłumaczenie tekstów śpiewanych jest o wiele bardziej restrykcyjne niż tłumaczenie poezji, ponieważ w tym pierwszym jest tylko odrobina lub nawet brak wolności wyboru pomiędzy tłumaczeniem pisanym wierszem, a tłumaczeniem, które obywa się bez struktury charakterystycznej dla wiersza. Możliwa jest zmiana lub ominięcie rymu w tłumaczeniu śpiewanym, ale przypisanie sylab odpowiednim nutom jest wielkim wyzwaniem dla tłumacza. Możliwość dodania lub usunięcia sylaby poprzez rozdzielenie lub połączenie nut jest częstsza w prozie niż w wierszu. Inne czynniki, które należy wziąć pod uwagę w procesie pisania tłumaczeń śpiewanych to powtórzenie słów i fraz, ulokowanie pauz lub interpunkcji, jakość samogłosek śpiewanych na wysokich nutach i rytmiczne cechy śpiewanego wersu, które mogą być bardziej naturalne dla języka oryginalnego niż dla języka docelowego.
Podczas gdy śpiewanie tekstów przetłumaczonych jest powszechne od wieków, jest to mniej konieczne, kiedy pisemne tłumaczenie jest zapewnione słuchaczowi, na przykład jako dodatek w koncertowych programach albo jako napisy wyświetlane w salach koncertowych lub mediach.

### Tłumaczenie tekstów ekonomicznych
Najczęściej tłumaczone teksty z dziedziny ekonomii to doniesienia agencyjne, raporty firm i instytucji finansowych, analizy makroekonomiczne, statystyczne oraz artykuły naukowe. W zglobalizowanym świecie największa ilość tekstów o tej tematyce powstaje w języku angielskim, co sprawia, że tłumacze muszą często zmagać się z terminologią np. bankowo-finansową, która w języku docelowym jest niejednokrotnie o wiele mniej rozwinięta. Tak jak w innych dziedzinach, do poprawnego tłumaczenia niezbędna jest dobra orientacja w temacie tekstu, znajomość specyfiki języka ekonomicznego oraz dostęp do wiarygodnych źródeł i słowników fachowych.

### Tłumaczenie prawne
Ogólne określenie tłumaczenie prawne oznacza zarówno tłumaczenie dokumentów prawnych (ustaw, wyroków, kontraktów, traktatów itp.), jak i prawniczych (komentarze do ustaw, artykuły prasowe na temat prawa itp.). Podgrupą tłumaczenia prawnego jest tłumaczenie sądowe (zarówno ustne, jak i pisemne), które zazwyczaj powierzane jest wykwalifikowanemu tłumaczowi przysięgłemu. Zagadnieniami tłumaczenia aktów prawnych zajmuje się juryslingwistyka.
Tłumaczenia prawne podobnie jak teksty prawne i prawnicze napisane są językiem prawniczym o wysokim stopniu sformalizowania. Można je podzielić na kilka kategorii, m.in. przekład umów cywilnoprawnych i handlowych w obrocie gospodarczym, przekład dokumentów z zakresu prawa spółek, przekład aktów normatywnych, przekład aktów prawnych Unii Europejskiej, czy przekład sądowy.

#### Przekład umów cywilnoprawnych i handlowych w obrocie gospodarczym
„Z prawnego punktu widzenia umowa jest to czynność prawna zawierająca co najmniej dwa zgodne oświadczenia woli zmierzające do powstania, ustania lub zmiany stosunku prawnego”. Ustawa przewiduje różne typy umów (nazwana, nienazwana, mieszana), można wyróżnić także inne typy umów (np. odpłatne czy konsensualne). W zależności od państwa, umowy zawierane mogą być w różnej formie i o różnej strukturze, najczęściej jednak umowa składa się z tytułu, preambuły, części deklaratywnej, tekstu zasadniczego, elementów finalnych i opcjonalnie załączników. W przypadku tłumaczenia umów nie jest najistotniejszym dosłowne przetłumaczenie umowy na poziomie tekstualnym, ale przekazanie dokładnie celu umowy i intencji stron. Ważne jest także odpowiednie formatowanie dokumentu, tak aby był przejrzysty, a elementy znajdujące się w poszczególnych częściach oryginału były odpowiednio usytuowane w przekładzie.
Początkowym i jednym z najistotniejszych elementów umowy jest jej tytuł, zatem ważne jest zastosowanie odpowiadających ekwiwalentów; w języku polskim najczęściej używanym określeniem jest „umowa”, podczas gdy w języku angielskim wyróżnia się m.in. contract („umowa”) oraz agreement („porozumienie”), które może być używane w szerszym kontekście. Według Jopek-Bosiackiej, „kontrakt” ma swoiste asocjacje, zatem słowo to nie powinno być używane w kontekście umów cywilnoprawnych.
W preambule mieszczą się informacje takie jak data zawarcia umowy czy określenie jej stron, co więcej, szczególnie w przekładzie ważne jest precyzyjne określenie stron umowy. W przypadku gdy stroną umowy jest osoba prawna, należy zachować należytą ostrożność przy tłumaczeniu firmy spółki (nazwy, pod którą jest prowadzona), a w szczególności jej formy prawnej. Forma prawna określa typ spółki (np. Sp. z.o.o.), jednak w przypadku przekładu nie należy tłumaczyć formy prawnej na jej odpowiednik w innym języku, gdyż oryginalna forma prawna wskazuje na państwo, w jakim spółka została utworzona. Aby zapobiec niejasnościom można dodatkowo w tekście umieścić wyjaśnienie skrótu formy prawnej. Reguły te dotyczą tłumaczeń zarówno z języka polskiego na obcy, jak i z języka obcego na język polski. Również nazwy stron mają stosowne formalne odpowiedniki, które zawarte są w kodeksie cywilnym.
Tekst zasadniczy umowy określa, co strony postanawiają; w języku polskim zazwyczaj stosowane jest sformułowanie „niniejszym Strony postanawiają/postanowiły, co następuje…”; w innych językach zwrot ten może mieć kilka ekwiwalentów, jak na przykład angielskie wyrażenie “The Parties agree as follows”. W tekście zasadniczym znajdują się także oświadczenia stron, na które należy zwrócić szczególną uwagę ze względu na różnice w prawodawstwie poszczególnych państw. W tym fragmencie umowy zamieszcza się także zobowiązania stron, które w języku polskim najczęściej wyraża się poprzez zastosowanie czasu przyszłego lub teraźniejszego, natomiast w przypadku ich tłumaczenia na język angielski stosuje się czasownik modalny shall lub czasowniki performatywne. Kolejnym elementem tekstu zasadniczego są standardowe klauzule umowne, których tłumaczenie wymaga od tłumacza znajomości klisz językowych oraz strategii translatorskich, jak również poszczególnych cech języka umów. Jedną z instytucji udostępniających wzory takich umów jest Międzynarodowa Izba Handlowa w Paryżu (ICC).
Elementy finalne umowy składają się z podpisów stron, które wyrażają wolę stron do zawarcia umowy. Ważnym elementem umów są także załączniki, które mogą być integralną częścią umowy lub dokumentami nie mającymi bezpośredniego związku z umową (np. dokumenty ułatwiające dostęp do danych). W języku polskim na oba te rodzaje dokumentów używa się słowa „załączniki”, należy jednak zwrócić szczególną uwagę podczas ich tłumaczenia, ponieważ w przypadku innych języków, np. angielskiego, na pierwszy typ załączników używa się określenia “Schedules”, natomiast drugi rodzaj załączników określany jest mianem “Appendices”.
Często powielany schemat umów pozwala na szybsze i łatwiejsze nauczenie się strategii tłumaczeniowych stosowanych przy przekładzie tego typu tekstów, oczywiście schematy te mogą różnić się w poszczególnych środowiskach, jednak należy pamiętać, że głównym celem przekładu umów jest odtworzenie szczegółowo treści tekstu wyjściowego przy równoczesnym zachowaniu konwencji języka docelowego.

#### Przekład dokumentów z zakresu prawa spółek
W związku z przystąpieniem Polski do Unii Europejskiej oraz swobodę obrotu gospodarczego znajomość prawa spółek jest nieodłącznym elementem tłumaczy prawnych. Oprócz znajomości prawa, tłumacz także musi zwracać szczególną uwagę na różnice terminologiczne oraz zróżnicowanie poszczególnych dokumentów, a także ich ilość. W Polsce spółki handlowe dzielą się na spółki kapitałowe i osobowe, natomiast podczas przekładu tych terminów na język angielski występują różne ekwiwalenty w zależności od regionu, dla którego tekst docelowy jest przeznaczony – najczęściej używanymi ekwiwalentami dla spółki kapitałowej i osobowej są odpowiednio “companies” oraz “partnerships”, w Stanach Zjednoczonych występuje jednak inny podział spółek, co skutkuje tłumaczeniem wszystkich spółek jako “companies”, a spółek kapitałowych jako “corporations”. Dużym utrudnieniem w terminologii nazewnictwa spółek jest kryterium, na podstawie którego spółki są klasyfikowane do kategorii. W systemie anglosaskim spółki kapitałowe w swojej nazwie zawierają także informacje o tym czy są notowane na giełdzie, natomiast w języku polskim takich informacji nazwa spółki nie zawiera. Innym problemem są zmiany w kodeksach prawnych poszczególnych państw, takie jak zaprzestanie wpisu konkretnego typu spółek do rejestru. Również skróty formy prawnej spółki mogą być problematyczne, gdyż podlegają one różnej jurysdykcji, czyli innymi słowy, nie zawsze muszą oznaczać to samo.
W odniesieniu do przekładu nazw władz spółki należy zapoznać się w jakim systemie operuje nazewnictwo w danym kraju. W wielu krajach UE, w tym także w Polsce, funkcjonuje system dualistyczny, który zakłada rozdział na organy nadzorujące i zarządzające; natomiast m.in. w Wielkiej Brytanii czy Stanach Zjednoczonych występuje system monistyczny, w którym występuje wspólny organ administracyjny nadzorujący działalność spółki i zarządzanie (rada dyrektorów). Ze względu na złożoność systemów prawnych i terminologii, tłumacz jest nie tylko zobowiązany dobrze znać terminologię języka, z którego przekłada, ale także w podobnym stopniu operować terminologią języka, na który przekłada.
Kolejnymi ważnymi dokumentami są umowa spółki i jej statut. W zależności od systemu prawnego na umowę spółki mogą składać się różne dokumenty, np. w Wielkiej Brytanii niezbędnymi dokumentami są “memorandum of association” oraz “articles of association”, które tworzą “company constitution”, natomiast odpowiadającymi im dokumentami w USA są “articles of incorporation” oraz “bylaws” tworzące “company charter”. Innym problemem jest brak spójności terminologicznej, który występuje, gdy tłumacz stosuje naprzemiennie kanony językowe z różnych kultur języka docelowego. Tłumacz powinien dokonać wyboru, następnie konsekwentnie za nim podążać, przy czym wybór ten powinien być świadomy i dopasowany do warunków, w jakich tłumaczenie powstaje. Określa to termin „ekwiwalencja tekstowo-normatywna, czyli stosowanie norm językowych i tekstowych przyjętych w danej kulturze prawnej jako konwencja właściwa dla danego gatunku prawnego”.
Zatem strategia tłumacza powinna obejmować szeroko pojęte rozumowanie tekstu źródłowego, porównywanie tekstów i ich uregulowań w odmiennych systemach tak, aby przekład pod względem formalnym, merytorycznym i znaczeniowym był spójny z tekstem oryginału oraz aby brzmiał naturalnie w języku docelowym.

#### Przekład aktów normatywnych
Akt normatywny jest to tekst napisany językiem prawnym i zawiera przepisy. Akty te mają szczegółowo określoną formę, która jednak może różnić się pomiędzy różnymi systemami prawa. Większość aktów składa się z przepisów ogólnych, szczegółowych i końcowych, jednak poszczególne treści, takie jak np. tytuł, mogą być częścią przepisów ogólnych bądź szczegółowych. Duże różnice zauważyć można także w sposobie zapisu, w przypadku jurysdykcji polskiej tytuły ustaw rozpoczynają się datą, a dopiero później precyzują, o czym dana ustawa mówi, natomiast w ustawach krajów anglosaskich dominuje schemat rozpoczynający się nazwą uchwały z datą zamieszczoną na końcu tytułu. Wszelkie elementy aktów normatywnych spełniają określone funkcje, zatem w przypadku ich przekładu należy zwracać uwagę nie tylko na poprawne ich umiejscowienie, ale także zachowanie wszelkich funkcji przez nie spełniających. Inna istotną cechą aktów normatywnych jest ich spójność, co oznacza wewnętrzną redakcję tekstu i jego fragmentów wg tych samych wytycznych, zachowanie ciągłej numeracji czy układu graficznego. Bardzo istotne podczas przekładu aktów normatywnych jest zachowanie zasady wierności semantycznej, innymi słowy posługiwanie się danym terminem tylko w odniesieniu do znaczenia, jakie zostało dla niego określone w definicji.
Innym ważnym aspektem przekładu aktów normatywnych jest tłumaczenie nazw instytucji ustrojowych (np. Marszałek Sejmu) czy instytucji ustroju terytorialnego i samych nazw tychże terytoriów. Przykładem tutaj mogą być nazwy polskich województw, których przekłady przyjęte przez MSZ składają się z nazwy regionu zapisanej po polsku oraz określenia „voivodeship”, i tak w większości oficjalnych tłumaczeń na język angielski odnajdziemy województwo śląskie pod nazwą „Śląskie Voivodeship”. Kłopotliwy dla tłumaczy jest również przekład nazw organów administracji publicznej i organów samorządu terytorialnego na szczeblu lokalnym, regionalnym i centralnym. W większości oficjalnych dokumentów i na stronach internatowych polskich urzędów i instytucji można znaleźć obcojęzyczne ekwiwalenty tych nazw, głównie w języku angielskim.

#### Przekład aktów normatywnych Unii Europejskiej
Ze względu na złożoność struktur Unii Europejskiej oraz liczbę państw do niej należących przekład aktów normatywnych UE jest wysoce złożony – podlega on silnym rygorom formalnoprawnym. W związku z wielokulturowością UE przekład tekstów powoduje przenoszenie wzorców pomiędzy kulturami. Przynależność do większej wspólnoty międzynarodowej, jak również dynamiczne procesy internacjonalizacji sprzyjają wpływowi wspólnej kultury europejskiej na kultury poszczególnych państw. Wykształcił się także specyficzny europejski język prawa, który ma wpływ na konstruowanie aktów prawnych w państwach członkowskich. Rozwój tzw. „eurożargonu” oraz europeizacji komunikacji językowej sprawia, że przekład należy rozpatrywać właśnie w tych kategoriach, a także przyczynia się on do zmian leksykalnych czy schematycznych tłumaczonych tekstów.

#### Przekład sądowy
Przekład sądowy jest charakterystycznym rodzajem przekładu prawnego, najczęściej wykonywanym przez tłumaczy przysięgłych, jednak nie jest to regułą – ustawa z dn. 25 listopada 2004 r. zmieniła zasady uzyskiwania uprawnień do wykonywania zawodu tłumacza, przy czym osoba ta nie musi posiadać wykształcenia filologicznego. Przekład sądowy dotyczy głównie tłumaczenia pism procesowych czy sądowych, a także ustnego tłumaczenia podczas rozpraw sądowych.
W zależności od trybu postępowania tłumacz zobowiązany jest posługiwać się określoną terminologią, inną w przypadku postępowania cywilnego procesowego, a inną w przypadku postępowania cywilnego nieprocesowego. Jeszcze inną terminologią tłumacz posługuje się podczas przekładu postępowania karnego, gdzie na każdym etapie występują widoczne różnice w terminologii (np. różnice pomiędzy „obwinionym”, „podejrzanym” a „oskarżonym”). W przypadku postępowania administracyjnego występują także różnice w sposobie określania stron postępowania, w zależności od tego, jaki charakter ma postępowanie. Szczególną uwagę należy zwrócić także na nazewnictwo struktur sądownictwa, które mogą różnić się pomiędzy państwami.
Model komunikacji, jaki występuje w postępowaniu sądowym, a także w jego przekładzie, jest wysoce sformalizowany i konwencjonalny. Istotne różnice zachodzą jednak w odrębnych kręgach kulturowych w zakresie uprzejmości i bezosobowego charakteru komunikacji. W Polskiej kulturze sądowniczej istnieje tzw. system zwrotów adresatywnych, polegający na zwracaniu się do uczestników postępowania czy sądu formami bezosobowymi („Wysoki Sądzie”), jednakże w państwach, gdzie funkcjonuje inny system prawny (np. Wielka Brytania) do sędziów zwraca się różnymi formami w zależności od ich stanowiska. W dyskursie sądowym występują także zwroty performatywne, które z kolei w zależności od typu postępowania stosowane mogą być w polskim orzecznictwie w formie czasu teraźniejszego lub przeszłego. Wszystkie te cechy dyskursu prawniczego istotnie wpływają na tłumaczenie; ważne jest, aby przekład nie tylko oddawał należycie sens tekstu wyjściowego, ale również aby był odpowiednio osadzony w konwencjach języka prawniczego, na który został przetłumaczony. Innym istotnym czynnikiem jest odpowiedni dobór słów, ponieważ niewielkie różnice leksykalne, a nawet interpunkcyjne mogą zmieniać znaczenie wyroku czy postanowienia. Wykwalifikowany tłumacz prawny powinien mieć doświadczenie prawnicze, jako że nieścisłości w tłumaczeniu mogą mieć poważne skutki. Przykładem może być tu tłumaczenie Traktatu z Waitangi, w którym wersja angielska i maoryska różniły się w pewnych istotnych punktach, co miało daleko idące konsekwencje.
Czasami, aby uniknąć tego typu problemów, wersja w jednym języku uznawana jest jako decydująca i rozstrzygająca w wypadku wątpliwości, chociaż w wielu przypadkach nie jest to możliwe, gdyż żadna ze stron porozumienia nie chce być postrzegana jako drugorzędna.

### Tłumaczenie medyczne
Tłumaczenie tekstów o tematyce medycznej: prac naukowych, wyników badań, opisów choroby itp.
Tłumaczenie medyczne, podobnie jak tłumaczenie farmaceutyczne jest specjalizacją, w której błędne tłumaczenie może mieć śmiertelne konsekwencje.

### Tłumaczenie techniczne
Jest to tłumaczenie tekstów technicznych (podręczników, instrukcji itp.), dokładniej, tekstów, które zawierają dużo terminów, to znaczy wyrazów lub wyrażeń, które są używane (przeważnie) w obrębie konkretnej dziedziny lub opisują tę dziedzinę szczegółowo.
W tłumaczeniach tego typu nacisk kładzie się na treść przekazu, która powinna być przełożona w dokładny i jasny do zrozumienia sposób. Forma estetyczna i literacka nie jest tak istotna jak w przypadku innych rodzajów tłumaczeń.
Tłumaczenie techniczne wydaje się jasnym terminem, jednak często jest używane w odniesieniu do tekstów o tematyce innej niż technologia. Najczęściej występuje jako synonim tłumaczeń specjalistycznych lub tłumaczeń LSP (języka specjalistycznego).

#### Proces tłumaczenia
Z powodu globalizacji handlu, a także ogromnego rozwoju internetu małe firmy mają szansę wejść na rynek i sprzedawać swoje produkty międzynarodowo. Klienci domagają się gier, instrukcji, oprogramowań itp. w ojczystym języku, dlatego też zapotrzebowanie na tłumaczenia techniczne wzrasta. Jeśli sam produkt jest aplikacją, przetłumaczony tekst może pojawić się w różnych kontekstach – drukowanej instrukcji, interfejsu użytkownika, pomocy online, często zadawanych pytań na stronie internetowej oraz w różnych formatach plików. Często, zawartość aplikacji jest ciągle modyfikowania, dlatego proces tłumaczenia musi być zintegrowany.
Ponieważ czas wejścia na rynek jest istotnym czynnikiem dla zysku, czas, jaki mają tłumacze na przekład produktu, jest ograniczony czasem nawet do kilku dni. W rezultacie nad tłumaczeniem pracuje cały zespół (na przykład kierownik projektu, terminolog, tłumacz, edytor, inżynier oprogramowania i wielu innych), który często nie mieści się w jednej lokalizacji, a jest rozproszony po całym świecie.
W związku z tym powstają programy i narzędzia które pomagają w sprawnej komunikacji oraz tłumaczeniu produktów. Jednym z przykładów są narzędzia, które zostały opracowane w celu wspierania przetwarzania językowego, a w szczególności tłumaczenie. W następnym akapicie zostało opisanych kilka przykładów takich technologii zostanie opisanych, na przykład MT (machine translation – tłumaczenie maszynowe) oraz CAT (computer-aided translation – tłumaczenie wspomagane komputerowo).

##### Technologie wspomagające tłumaczenia techniczne
- MT – ma za zadanie zautomatyzować główny proces, czyli wyprodukować ciąg słów, które będą uznane za tłumaczenie tekstu źródłowego.
- CAT – są zaprojektowane aby zwiększyć produktywność, ale wciąż zostawiają finalny proces, jakim jest tłumaczenie, tłumaczowi.
- TM (Translation Memory – „Pamięć tłumaczeń”) – są to bazy danych, w których można znaleźć zdania z języka źródłowego w połączeniu z tłumaczeniem w języku docelowym. Dzięki temu użytkownicy mają wgląd do już istniejących tłumaczeń, w których mogą znaleźć rozwiązania do wielu problemów, z którymi codziennie muszą się mierzyć tłumacze. Tłumacze mogą nie tylko przeszukiwać bazę, ale również tworzyć i dodawać nowe tłumaczenia. TM składa się z TU (translation units), czyli działów składających się z tekstów w języku źródłowym oraz ich tłumaczeniami w języku docelowym. Działy te mogą składać się z całych zdań, ale również podpisów, nagłówków, elementów listy, zawartości poszczególnych komórek tabeli, a nawet pojedynczych słów. Ta technologia znacząco zwiększa produktywność, poprzez wykrywanie, że tłumaczony obecnie tekst pokrywa się całkowicie lub częściowo z jednostką tłumaczeniową dostępną w bazie. Tłumacz może zdecydować, czy chce użyć lub zmodyfikować propozycję tłumaczenia, dzięki temu oszczędza czas, który poświęciłby na tłumaczenie tekstu od zera.
- eXtensible Markup Language (XML) – jedna z najważniejszych technologii służąca jako platforma, na której przechowywane są dane. Podczas gdy HTML wskazuje, w jaki sposób informacje mają być wyświetlane w przeglądarce, XML opisuje, co oznaczają te informacje oraz oddziela je od opisów sposobu ich wyświetlania. Zestaw tagów nie jest zamknięty i można go rozszerzyć, dzięki czemu społeczności użytkowników mogą tworzyć definicję nowych tagów dla konkretnych aplikacji. Innymi słowy, XML jest metajęzykiem, używanym do tworzenia wielu nowych języków w różnych dziedzinach wiedzy i działalności. Do najważniejszych z nich należą XLIFF, TBX, TMX i DITA. XML zapewnia jasny podział na zawartość nadającą się do tłumaczenia a kodem programu i znacznikami formatującymi. Dzięki temu zapewnia integralność programu lub układu dokumentu przed nieumyślnym uszkodzeniem przez tłumacza, ale także zwalnia tłumacza z odpowiedzialności za inżynierię oprogramowania.
- CL (controlled language – kontrolowany język)(inne języki) – jest to wersja języka, która zawiera dokładne ograniczenia odnośnie do słownictwa, gramatyki oraz stylu w dokumentach o tematyce technicznej. Jego celem jest zminimalizowanie niejasności oraz maksymalizacja klarowności dla czytelnika, włączając użytkowników, których ojczystym językiem nie jest angielski. Dzięki temu można całkowicie uniknąć potrzeby tłumaczenia tekstów. Występują kontrolowane języki oparte na francuskim, niemieckim, hiszpańskim czy szwedzkim, ale także wielu innych. Najpopularniejszym CL jest AECMA uproszczony angielski. Przykładowe działania CL:
  - zaakceptowana lista technicznych zwrotów, które można używać, a również lista terminów, których użycie będzie błędem,
  - powyżej wymieniona lista nie ogranicza się tylko do zwrotów technicznych, na przykład słowo support może występować w zdaniu tylko jako rzeczownik (Put a support under the item). Kiedy potrzebny jest czasownik, aby wyrazić znaczenie słowa support, należy użyć czasownika hold,
  - zdanie nie powinno zawierać więcej niż 20 słów w instrukcjach oraz 25 w opisach,
  - nakazuje się autorom, aby opisywali więcej niż jedną czynność na zdanie tylko kiedy kilka czynności musi być wykonanych jednocześnie[7]

#### Prognoza rozwoju
W związku z globalną gospodarką i ciągłym rozwojem społeczeństwa IT rozwija się działalność w zakresie tłumaczeń technicznych, w której zauważalne jest duże zapotrzebowanie na tłumaczenia:
- instrukcji
- specyfikacji produktów
- ulotek informacyjnych
- przewodników dla użytkowników
- gier
- oprogramowań

#### Ważne publikacje
- An Approach to Technical Translation Finch (1969)
- Die Übersetzung naturwissen-schaftlicher und technischer Literatur Jumpelt (1961) – przewodnik po tłumaczeniach tekstów technicznych oraz naukowych wraz z przykładami z języka niemieckiego oraz polskiego
- La traduction scientifique et technique Maillot (1969)
- The Key to Technical Translation Hann (1992)

### Dubbing i napisy
Dialogi i narracje filmów fabularnych pełnometrażowych i zagranicznych programów telewizyjnych muszą być przetłumaczone dla widzów posługujących się językiem docelowym. W tym przypadku tłumaczenie dla dubbingu i tłumaczenie dla napisów dialogowych wymagają różnych wersji dla uzyskania najlepszego efektu. Tak więc w przeciwieństwie do języka oryginalnego, napisy w języku docelowym dość często nie pokrywają się z dialogiem.
Do tłumaczenia filmów służą tzw. listy dialogowe – przygotowanie tłumaczenia filmu lub przedstawienia bez listy dialogowej lub innej podstawy pisemnej jest praktyką ryzykowną, czasem jednak stosowaną. Zdarza się też czasem tłumaczenie filmu na podstawie samego tekstu – bez dostępu do nagrania, co może prowadzić do nieporozumień. Co więcej, jest to właściwie normą w przypadku gier komputerowych, z uwagi na ich cykl produkcji, a dodatkową trudność (generującą błędy, nie zawsze wychwycone podczas testów gry) stanowi składanie dłuższych wypowiedzi z krótszych klocków (tzw. adlibów), na co tłumacz nie ma wpływu, może jedynie próbować przewidzieć wystąpienie niektórych połączeń. Odrębną kwestią bywają również drastyczne ograniczenia gramatyczne na poziomie kodu programu (np. podczas lokalizacji możliwe jest użycie nazw tylko w mianowniku i ewentualnie w dopełniaczu, bo programiści nie przewidzieli istnienia języków fleksyjnych).

### Tłumaczenie naukowe
Tłumaczenie naukowe to przekład naukowych dokumentów związanych z badaniami, skrótów, obrad konferencyjnych i innych publikacji z jednego języka na drugi. Specjalistyczne słownictwo techniczne używane przez badaczy, w każdej dyscyplinie wymaga tego, aby tłumacz tekstów naukowych miał zarówno techniczne, jak i lingwistyczne kompetencje.

### Tłumaczenie pedagogiczne
Tłumaczenie pedagogiczne służy nauce drugiego języka. Jest ono wykorzystywane do wzbogacenia (i ocenienia) słownictwa studenta w drugim języku, pomagania w przyswojeniu nowych struktur składniowych i sprawdzenia zrozumienia tekstu. W odróżnieniu od innych rodzajów tłumaczeń, tłumaczenie pedagogiczne odbywa się w ojczystym (lub dominującym) języku studenta zarówno, jak i w drugim języku. Oznacza to, że student będzie tłumaczył zarówno na, jak i z drugiego języka.
Kolejną różnicą między tym tłumaczeniem a innymi, jest to, że celem tego tłumaczenia jest tłumaczenie dosłowne wyrażeń wyrwanych z kontekstu, z fragmentów tekstu, które mogą być całkowicie zmyślone na cele ćwiczenia.
Tłumaczenie pedagogiczne nie powinno być mylone z tłumaczeniem naukowym.

### Tłumaczenie akademickie
Tłumaczenie tekstów specjalistycznych pisanych w środowisku akademickim.
Tłumaczenie akademickie nie powinno być mylone z tłumaczeniem pedagogicznym.

### Tłumaczenie komercyjne
Tłumaczenie tekstów komercyjnych (biznesowych). W skład tej kategorii mogą wchodzić materiały marketingowe i promocyjne, kierowane do konsumentów lub tłumaczenie tekstów administracyjnych.

### Tłumaczenie oprogramowania
Tłumaczenie programów komputerowych i związanej z nimi dokumentacji (podręczników, pomocy naukowych i strony internetowych), często określane też jako „spolszczenie” lub „lokalizacja oprogramowania”, czyli dopasowywania tłumaczenia do języka docelowego i lokalnej kultury.
Tłumaczenie oprogramowania bywa też mylnie określane jako „tłumaczenie komputerowe”, co jednak oznacza raczej sposób wykonywania, a nie temat tłumaczenia. Tłumaczenie komputerowe polega na wykorzystaniu programu komputerowego do automatycznego tłumaczenia tekstów.

### Tłumaczenie gier wideo
Tłumaczenie gier wideo jest najnowszą i specjalistyczną dziedziną w obrębie prac tłumaczeniowych. Często w kontekście informatycznym mówi się raczej o lokalizacji niż o tłumaczeniu. Przykładowi wydawcy to Cenega i cdp.pl.

## Historia refleksji nad tłumaczeniem
Liczne dyskusje na temat teorii i praktyki tłumaczenia sięgają czasów antycznych oraz pokazują, iż warto o nich nadal rozmawiać. Różnica pomiędzy metafrazą a parafrazą ustalona przez Greków w antycznych czasach zostałaby powzięta przez angielskiego poetę i tłumacza Johna Drydena (1631-1700). Przedstawiał on tłumaczenia jako logiczne przenikanie się obydwu tych modeli w czasie selekcji odpowiedników dla wyrażeń użytych w języku źródłowym.
Dryden przestrzega jednak przed pozwalaniem sobie na naśladowanie w tłumaczeniu adaptowanym: „Kiedy malarz kopiuje naturę... nie ma przyzwolenia ani na zmianę jego właściwości ani cech...”.
Generalne założenie centralnej koncepcji tłumaczenia – ekwiwalencji – jest tak samo zadowalające jak to, które zaproponowali Cyceron i Horacy w pierwszym tysiącleciu przed nasza erą. Skutecznie i dosłownie ostrzegali oni przed tłumaczeniem „słowo w słowo” („verbum pro verbo”).
Pomimo kilku sporadycznych rozbieżności w teorii, aktualna praktyka tłumaczy nie zmieniła się prawie wcale od czasów starożytności. Z wyjątkiem paru skrajnych metafraz, które pojawiły się we wczesnym okresie chrześcijańskim i średniowieczu, adaptorzy w różnych okresach (szczególnie w Rzymie w okresie wczesnoklasycystycznym oraz w XVIII wieku), wykazywali się rozważną elastycznością w poszukiwaniu ekwiwalentów. Były to albo ekwiwalenty literalne, użyte gdzie można, albo parafrazy, użyte gdzie trzeba, dla uzyskania oryginalnego znaczenia i utrzymania innych ważnych wartości (na przykład stylu, kompozycji wersów, harmonii z akompaniamentem muzycznym, bądź w przypadku filmów, z tekstem artykułowanym przez aktorów). Proces dobierania ekwiwalentów był determinowany przez kontekst.
Zwykle tłumacze próbują zachować (gdzie jest to możliwe) jak najwięcej z samego kontekstu poprzez odtworzenie oryginalnego układu sememów, a przez to odtworzenie kolejności słów (jeśli jest taka potrzeba), oraz poprzez zmianę struktury gramatycznej. Różnice gramatyczne pomiędzy językami, w których występuje ustalona kolejność wyrazów (np. w angielskim, francuskim, niemieckim) a tymi, w których kolejność wyrazów jest swobodna (np. w grece, łacinie, polskim, rosyjskim), nie stanowią w tym przypadku przeszkody.
Kiedy w języku docelowym brakowało terminu dla języka źródłowego, tłumacze zapożyczali je, wzbogacając tym samym język docelowy. W dużej mierze jest to zasługa wymiany kalek (z francuskiego „calques”) pomiędzy językami i ich przeniesieniem z greki, łaciny, hebrajskiego, arabskiego i innych języków. Sprawiło to, iż niektóre pojęcia w nowoczesnych językach europejskich należą do nieprzetłumaczalnych.
Zazwyczaj im większy jest kontakt i wymiana zaistniała pomiędzy dwoma językami, bądź tymi dwoma i jeszcze jednym, tym większa jest proporcja metafraz do parafraz, która może być użyta w procesie tłumaczenia z jednego z tych języków na drugi. Niemniej jednak, ze względu na zmiany w niszach ekologicznych słów, wspólna etymologia może być myląca w trakcie wyszukiwania ich obecnego znaczenia w jednym bądź drugim języku. Angielski wyraz „actual” nie powinien być mylony z francuskim wyrazem pokrewnym „actuel” znaczącym „teraźniejszy”, „obecny”, ani z polskim wyrazem „aktualny” („teraźniejszy”, „obecny”).
Rola tłumacza, który jest tu swego rodzaju łącznikiem międzykulturowym, była poruszana już w czasach Terenca, rzymskiego adaptatora greckich komedii w drugim tysiącleciu przed Chrystusem. Rola ta nie jest w żadnym razie ani pasywna, ani mechaniczna. Jest porównywana do tej, którą odgrywa artysta. Główną przyczyną takiego porównania wydaje się założenie analogicznego tworzenia znalezione w krytykach już za czasów Cycerona. Porównanie tłumacza do muzyka bądź aktora sięga przynajmniej czasów Samuela Johnsona i jego wzmianki dotyczącej Alexandra Pope’a, który „zagrał” Homera na flecie (sam Homer przygrywał na fagocie).
Jeśli tłumaczenie jest sztuką, to na pewno nie łatwą. W XIII wieku Roger Bacon napisał, że jeśli tłumaczenie ma być prawdziwe, tłumacz musi znać oba języki oraz posiadać wiedzę na temat tego, co tłumaczy.
Pierwszym Europejczykiem, który stwierdził, że jedynie przekłady na własny język mogą być najbardziej satysfakcjonujące, był Marcin Luter, tłumacz Biblii na język niemiecki. Za czasów Johanna Gottfrieda Herdera, w XVIII wieku, było oczywiste, iż pracowało się jedynie nad przekładem na swój własny język.
Okazuje się, że nie możemy wierzyć nawet najbardziej kompletnym słownikom. Aleksander Tytler w swojej pracy „Essay on the Principles of Translation” (1790) podkreśla, iż poprzez pilne czytanie stajemy się bardziej wiarygodni niż słowniki. To samo dzieje się w przypadku przysłuchiwania się językowi, o czym mówił Onufry Andrzej Kopczyński w 1783 roku, członek Towarzystwa Do Ksiąg Elementarnych, którego nazywano „ostatnim łacińskim poetą”.
Wyjątkowa rola tłumacza została opisana w eseju wydanym po jego śmierci w 1803 roku przez Ignacego Krasickiego – polskiego La Fontaina, prymasa Polski, poetę, encyklopedystę, autora pierwszej polskiej powieści oraz tłumacza z francuskiego i greckiego:

... przeświadczyć się o tym należy, jako tłumaczenie, lubo się zdaje mniej ważną być rzeczą, w istocie jednak jest kunsztem i szacownym, i wielce trudnym, a zatem nie jest pospolitych umysłów pracą i wydziałem; że przez takowych działanie być powinno, którzy sami przez siebie mogą być działaczami, gdy widzą większy niż w swoich z tłumaczenia dzieł innych użytek, przenoszą nad własną chwałę przysługę, którą czynią krajowi swemu.

Współcześnie różne prądy refleksji nad tłumaczeniem rozwijane są w nowoczesnej dyscyplinie naukowej określanej nazwą Translation Studies (pol. translatoryka).

## Historyczne błędy w tłumaczeniach

### Marsjańska cywilizacja
O tym, jakie poruszenie na całym świecie – i to nie tylko w środowiskach akademickich – wywołać może błąd w tłumaczeniu jednego słowa, miał okazję przekonać się Giovanni Virginio Schiaparelli. Włoski astronom w roku 1877 zaobserwował na Marsie „kanały” pochodzenia erozyjnego, z włoskiego „canali”. Tłumacz tekstu naukowego przełożył słowo błędnie jako angielskie „channels”. Przetłumaczony tekst zainicjował prace innego badacza, Percivala Lowela, który w 1895 roku w książce naukowej pt. Mars obwieścił całemu światu, że widoczne na powierzchni planety linie proste, to wytwór marsjańskiej cywilizacji. Wieść rozniosła się, budząc znaczne poruszenie oraz skrajne reakcje i emocje na całym świecie. Taki mały błąd stworzył całą mitologię na temat życia na Marsie.

### Sieć fast-food
Sieć fast-food KFC używała sloganu „Finger lickin good” od 1956 roku. Kiedy KFC zaczęło swoją działalność w Chinach pod koniec lat osiemdziesiątych, fraza została przetłumaczona jako: „Zjedz swoje palce”. Błędne tłumaczenie nie odbiło się na sukcesie marki w Państwie Środka. KFC pozostaje do dziś najpopularniejszą siecią fast foodów w Chinach.